# NGC 6275
NGC 6275 est une galaxie spirale barrée compacte, et de type magellanique. Elle située dans la constellation du Dragon. Sa vitesse par rapport au fond diffus cosmologique est de 6 731 ± 2 km/s, ce qui correspond à une distance de Hubble de 99,3 ± 7,0 Mpc (∼324 millions d'al). NGC 6275 a été découverte par l'astronome américain Lewis Swift en 1886.
NGC 6275 est une galaxie dont le noyau brille dans le domaine de l'ultraviolet. Elle est inscrite dans le catalogue de Markarian sous deux désignations MRK 503 et MRK 890.
NGC 6275 est une galaxie active de type Seyfert 1. C'est aussi une galaxie à noyau actif à large raies spectrales (BLAGN : broad-line active galactic nucleus»).